# Kärrtärna
Kärrtärna (Sterna forsteri), äldre namn forstertärna, är en amerikansk tärna i släktet Sterna. Den påminner om fisktärnan till utseendet, men är större och kraftigare med längre ben och stjärtspröt. Jämfört med andra tärnor övervintrar den ovanligt långt norrut. Fågeln är en mycket sällsynt gäst i Europa, med bland annat ett enda fynd i Sverige, i Halland 1993. Arten ökar i antal och dess bestånd anses livskraftigt.

## Utseende, fältkännetecken och läte

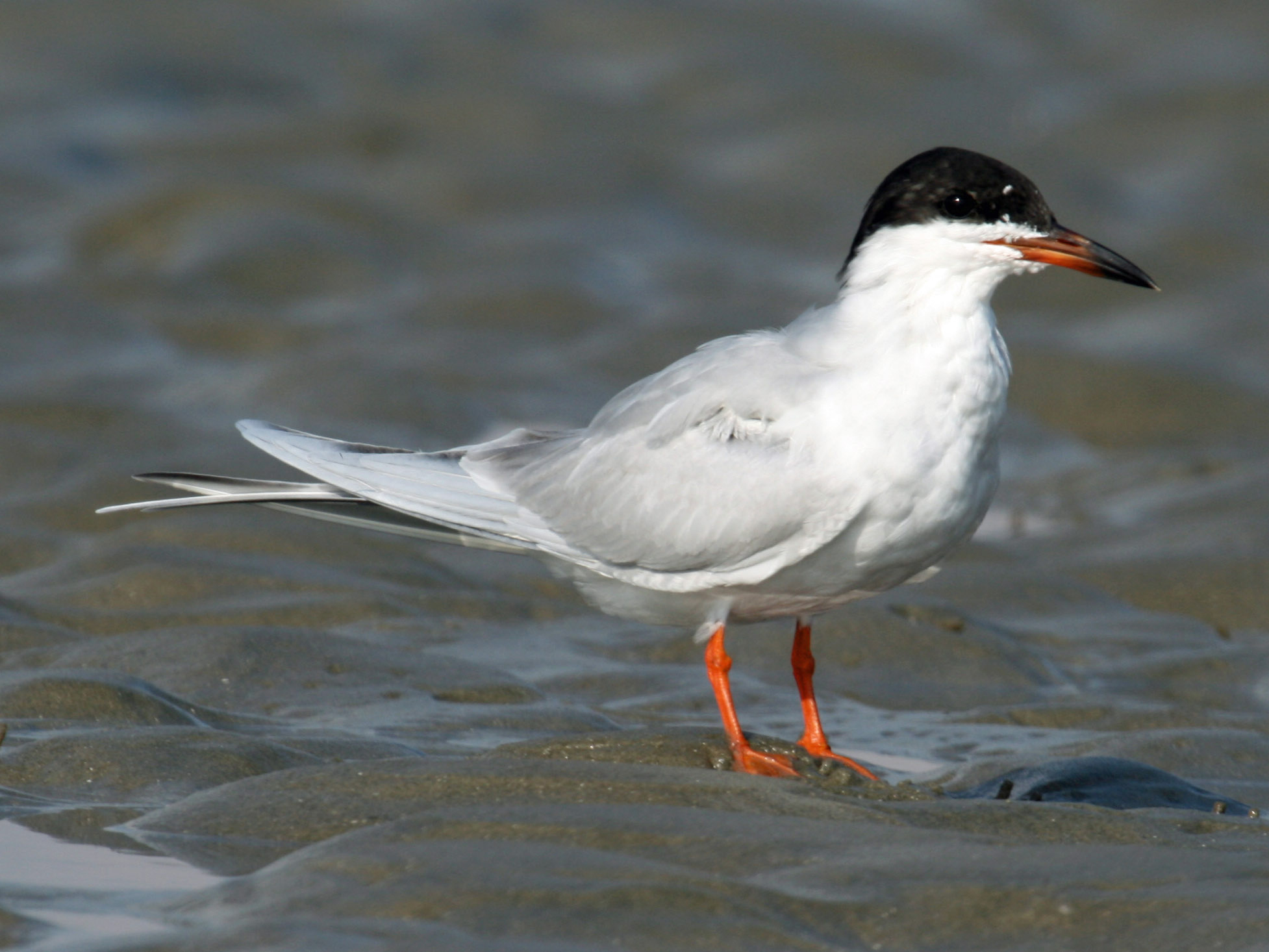
Adult kärrtärna i häckningsdräkt då den är svårare att skilja ifrån fisktärna än i vinterdräkt.

Kärrtärnan är en liten tärna som mäter 33-36 cm, varav stjärtsprötet utgör cirka 7,5 cm hos en adult individ. Den har ett vingspann på 64-70 cm och väger i genomsnitt 160 gram. Den påminner främst om fisktärnan, men är lite större och grövre, har större huvud, kraftigare näbb, längre ben och längre stjärtspröt. 
På en stående adult fågel sticker stjärtspröten utanför de hopslagna vingarna. I alla dräkter har den orangeröda ben, ljusgrå ovansida (utan hos unga juveniler,) och vit undersida. Adult i häckningsdräkt har vita handpennor och är övervägande mycket ljus. Näbbasen är orangeröd, näbbspetsen svart och den har en svart hätta. 
Adult i vinterdräkt har helsvart näbb och en distinkt svart ögonmask, med vit panna och hjässa. Handpennorna är gråare än i häckningsdräkt. Unga juveniler har kanelbrun och ljusgrå teckning på ryggen och vingarna, som snabbt ruggas bort och redan i augusti har de flesta en vitgrå fjäderdäkt som de adultas vinterdräkt, men som kan skiljas på den kortare stjärten och på att tertialerna har mörka centra.
Dess läten påminner om fisk- och silvertärnans men är mörkare och har en raspigare klang och påminner lite om skrattmåsens läte.

## Utbredning
Kärrtärnan är till största delen en flyttfågel som häckar, främst i inlandet, i Kanada och USA. Den förekommer också året om vid Mexikanska golfen i södra USA och norra Mexiko. Det finns ytterligare lokaler utmed USA:s och Mexikos Stillahavskust, och USA:s södra Atlantkust där kärrtärnan förekommer året om.
Vintertid flyttar den till kusten och övervintrar utmed USA:s södra Atlant- och Stillahavskust, i Karibien, Centralamerika och norra Sydamerika. Den uppträder ovanligt men årligen i Västeuropa, och har övervintrat på Irland och i Storbritannien vid flera tillfällen. Ingen europeisk tärna övervintrar för övrigt så långt norrut. I Sverige har den observerats en enda gång, på Getterön i Halland i april 1993.

## Systematik
Kärrtärnan beskrevs taxonomiskt första gången 1834 av Thomas Nuttall under sitt nuvarande vetenskapliga namn. Den är mycket närbesläktad med fisk- och silvertärna och skulle även vid en uppdelning av släktet Sterna fortfarande placeras i detta släkte. Kärrtärnan delas inte upp i några underarter.

## Ekologi

### Biotop och häckning
Kärrtärnan förekommer vid mer skyddade vatten vid dammar, bukter, våtmarker och kuster men sällan ute till havs. Den häckar i kolonier vanligtvis vid eller i kärr. Kärrtärnan lever i monogama förhållanden. Under häckningssäsongens inledning erbjuder hanen fisk till honan som en del av uppvaktningen. 
Den bygger ett flytande plattformsliknande bo av växtlighet, eller placerar redet på bon av bisamråtta, både aktiva och övergivna. Ibland häckar den i en grund urgröpning på gyttjiga stränder, och mer sällan även på sandiga eller steniga stränder. Den lägger i genomsnitt tre ägg men kullar med upp till fem ägg förekommer. Både honan och hanen ruvar äggen i 23-24 dagar.
Som andra vita tärnor försvarar den sitt bo och sina ungar mycket aggressivt. Däremot förekommer det att den samhäckar med kärrtrupial (Xanthocephalus xanthocephalus) och tillsammans mobbar de predatorer.

### Föda
Kärrtärnan födosöker genom att störtdyka efter småfisk, men snappar även efter insekter, och även trollsländor har rapporterats.. Likt andra tärnor av släktet Sterna födosöker den vintertid i salthaltiga biotoper. Oftast dyker den mer direkt till skillnad från silvertärnans som dyker i etapper. 

## Status och hot
Arten har ett stort utbredningsområde och tros öka i antal. Internationella naturvårdsunionen IUCN kategoriserar därför arten som livskraftig (LC). Världspopulationen uppskattas till 120 000 individer.

## Namn
Sitt vetenskapliga namn har den fått för att hedra naturvetaren Johann Reinhold Forster.